# Albufeira
Albufeira (dall'arabo: البحيرة, aɫbu'fɐiɾɐ) è un comune portoghese di 40 828 abitanti situato nel distretto di Faro.

## Storia
Fu una fortezza araba e poi un borgo di pescatori, oggi è uno dei luoghi dell'Algarve più frequentati dai turisti. È in bella posizione alta sulle falesie che circondano la spiaggia sabbiosa. Grazie al turismo che l'ha scoperta nella seconda metà del Novecento, si è sviluppata velocemente.

## Luoghi
La Vila velha, città vecchia, si trova in alto con caratteristiche strade strette e tortuose. Il quartiere dei pescatori è a lato della spiaggia. Fra le formazioni rocciose della costa si trovano delle calette con spiagge sabbiose frequentate durante i mesi estivi e la Gruta do Xorino, grotta raggiungibile in barca.

## Società

### Evoluzione demografica
| 1801  | 1849  | 1900   | 1930   | 1960   | 1981   | 1991   | 2001   | 2004   |
| 4 537 | 7 443 | 10 980 | 14 444 | 14 736 | 17 218 | 20 949 | 31 543 | 35 281 |

## Freguesias
- Albufeira
- Ferreiras
- Guia
- Olhos de Água
- Paderne

## Amministrazione

### Gemellaggi
- Linz, dal 2008[1]